# Rūteh
Rūteh (persiska: روته, رودِه, رُتِه) är en ort i Iran.   Den ligger i provinsen Teheran, i den norra delen av landet, 30 km norr om huvudstaden Teheran. Rūteh ligger 2 203 meter över havet och antalet invånare är 508.
Terrängen runt Rūteh är bergig åt nordost, men åt sydväst är den kuperad. Rūteh ligger nere i en dal.Runt Rūteh är det glesbefolkat, med 19 invånare per kvadratkilometer. Närmaste större samhälle är Fasham, 3,9 km söder om Rūteh. Trakten runt Rūteh består i huvudsak av gräsmarker.